# Spacery świdnickie
Świdnickie spacery – zjawisko polegające na masowym wychodzeniu z domów w porze nadawania Dziennika Telewizyjnego w czasie stanu wojennego.
Spacery były ewenementem na skalę kraju, formą happeningu organizowanego przez społeczność Świdnika w porze nadawania Dziennika Telewizyjnego, który zaczynał się o godz. 19.30. Chciano w takiej formie zaprotestować przeciw kłamstwom propagandy władz, nierzetelności mediów. Środowisko związane z opozycją, artyści, ale i zwyczajni odbiorcy bojkotowali reżimowe media. Wolną sceną stały się wówczas kościoły oraz mieszkania prywatne, w których organizowano spektakle teatralne, koncerty, wystawy. Na  pomysł spacerów wpadła grupa emerytów z przewodniczącym Koła emerytów NSZZ Solidarność, Janem Kaźmierczakiem. 
4 lutego 1982 roku niewielka grupa wyszła na spacer w porze emisji telewizyjnego dziennika. Nazajutrz, 5 lutego 1982 roku, odbył się masowy spacer. Po kilku dniach akcja rozwinęła się, gromadząc parotysięczne tłumy. Spacery organizowane były oddolnie przez społeczność Świdnika, a brały w nich udział całe rodziny. Odbywały się wzdłuż ul. Sławińskiego (dziś Niepodległości), przy której znajdował się komisariat milicji. Pozostający w domach świdniczanie, mieszkańcy bloków przy tej ulicy ustawiali w oknach włączone telewizory przodem do okna. 
Spacerującym asystowały milicyjne radiowozy i tzw. „świetlice” - duże samochody milicyjne, służące do przewozu aresztowanych. Uczestników spacerów legitymowano, a już 7 lutego, milicja przy pomocy funkcjonariuszy SB dokonała zatrzymań, na 48 godzin, kilku osób. W związku ze spacerami aresztowani zostali m.in. Ryszard Krzyżanek, Marek Matejczuk, Bronisław Sołek, Leszek Świderski, Jerzy Szpot, Elżbieta Wilhelm, Stanisław Wocior i Tadeusz Zima.
Restrykcjami ze strony władz było m.in. wygaszanie ulicznych latarni, odcinanie dostaw prądu i wody. 
Władze, aby zmusić lokalną społeczność do oglądania Dziennika Telewizyjnego, którego emisja rozpoczynała się na antenie pierwszego programu telewizji o godz. 19.30, przesunęły, obowiązującą w całym kraju godzinę milicyjną. 11 lutego 1982 lubelski Wojewódzki Komitet Obrony czasowo wprowadził w Świdniku godzinę milicyjną od godz. 19, zawieszając zaplanowane wydarzenia sportowe i kulturalne, wyłączając telefony i wprowadzając zakaz ruchu pojazdów. Świdniczanie postanowili wychodzić na ulice w trakcie nadawania wcześniejszych wiadomości o godz. 17.
Wobec zaostrzających się restrykcji, na prośbę władz podziemnej „Solidarności” w Świdniku, ojciec duchowny świdniczan, ksiądz proboszcz Jan Hryniewicz podczas Mszy świętych w niedzielę, 14 lutego, zaapelował o przerwanie akcji. 
Tego typu spacery były ewenementem na skalę kraju. Kilka tygodni później, świdnicki pomysł zastosowany został w Lublinie, potem w Puławach, a następnie w wielu innych polskich miastach. Dla członków podziemnej solidarności były one okazją do spotkań i bezpiecznej wymiany informacji w spacerującym tłumie.
Za swą postawę, społeczność Świdnika otrzymała w 1982 roku jedną z prestiżowych symbolicznych nagród nielegalnej Komisji Krajowej NSZZ „Solidarność”.

## Świdnickie spacery w sztuce
Świdnickie spacery zostały upamiętnione w piosence. Świdniczanin, artysta Jan Kondrak poświęcił spacerom swoją piosenkę „Pożegnanie z Marią – świdnickie spacery”. Utwór ten, opisujący aresztowanie podczas spacerów, nadawany był na antenie radia Wolna Europa. Po latach został wydany na płycie CD przez Miejski Ośrodek Kultury w Świdniku.